# Hagbard Berner

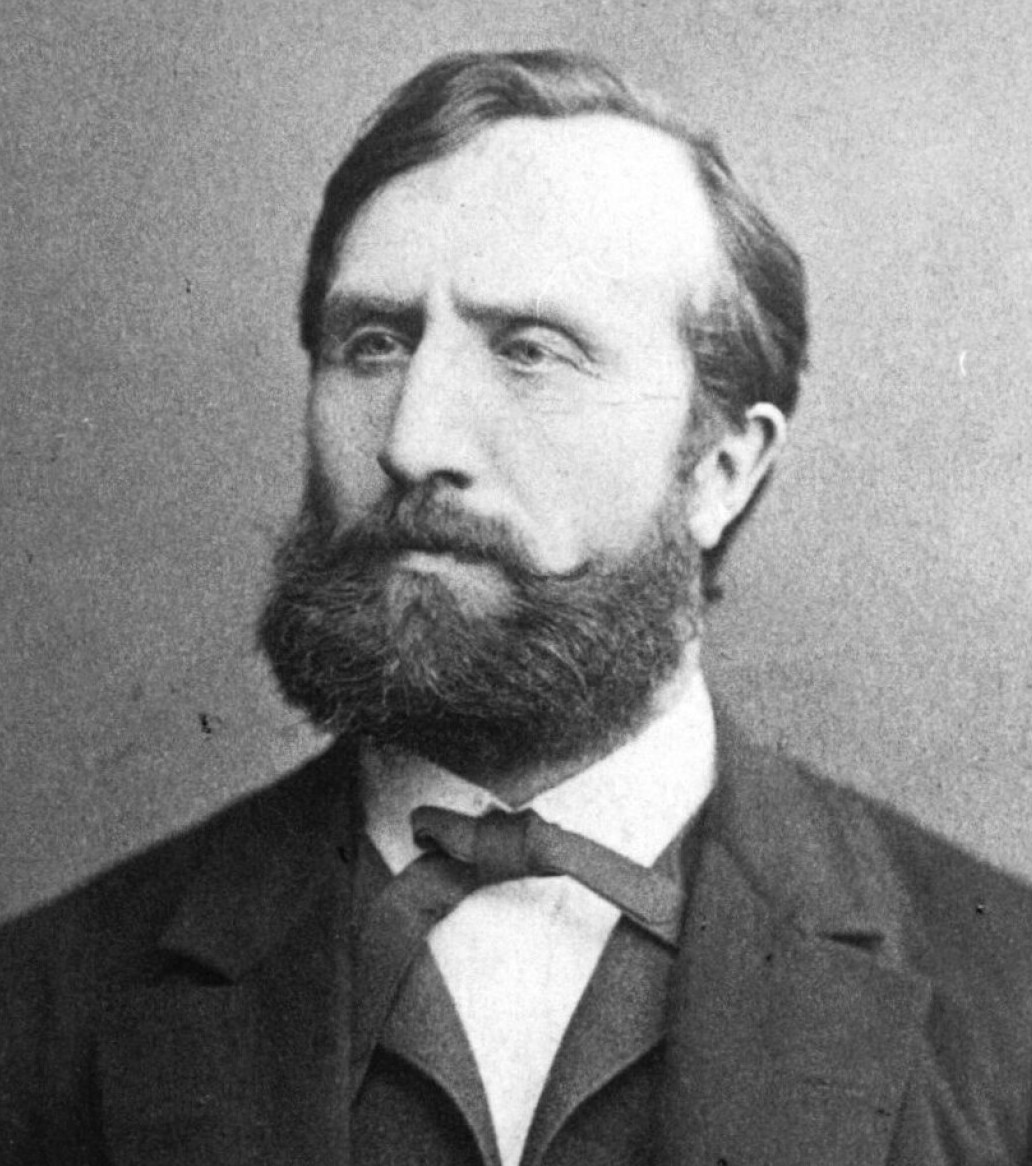
Hagbard Berner

Hagbard Emanuel Berner (auch Hagbart) (* 12. September 1839 in Sunndal, Møre og Romsdal; † 24. Januar 1920 in Kristiania) war ein norwegischer liberaler Politiker und Redakteur. Er war Mitglied des Stortings, Bürgermeister von Christiania, Präsident des norwegischen Rechnungshofes, Gründer und Chefredakteur der liberalen Zeitung Dagbladet und Mitbegründer und der erste Präsident der Frauenrechtsorganisation Norsk Kvinnesaksforening.

## Leben
Seine Eltern waren der Pfarrer Ole Christian Berner (1807–1765) und dessen Frau Laura Nicoline Collin (1806–1874). Am 27. Juli 1871 heiratete er Selma Augusta Hovind (3. August 1846–14. Oktober 1919), Tochter des Oberzollbeamten Ole Larsen Hovind (1811–1883) und dessen Frau Berthe Kathrine Sørensdatter (1817–1862).
Berner wuchs an verschiedenen Orten im Vestlandet auf, wo sein Vater Pfarrer war. 1850 zog die Familie nach Ås in Akershus. 1858 legte er das Examen artium und 1863 das juristische Staatsexamen ab. 1860 gewann er die Goldmedaille des Kronprinzen für seine juristische Arbeit über die ausländischen Quellen des norwegischen Grundgesetzes. Seine juristische Laufbahn war nur kurz. 1867 war er ein halbes Jahr Amtsrichter in Kristiansund und kurze Zeit auch Kopist im Justizministerium.
In Christiania war Berner in ein einflussreiches intellektuelles Milieu eingebunden, den „Døleringen“, ein Intellektuellenzirkel um den Historiker Ernst Sars und den Dichter Aasmund Olavsson Vinje. Sie vertraten nationales und demokratisches Gedankengut. Berner fiel durch sein unermüdliches Bestreben auf, den theoretischen Erwägungen entsprechende konkrete Taten folgen zu lassen. Als Anhänger des Positivismus war er beseelt von idealistischem Radikalismus und Eifer für politische Reformen, die dem Individuum mehr Freiheit einräumten.
Er unterstützte die Entwicklung zu einer Verbändegesellschaft, die im 19. Jahrhundert im Wachsen begriffen war. Man war davon überzeugt, nur durch Vereinigungen politische Ziele wirksam verfolgen zu können. Politische Parteien gab es anfangs noch nicht. Berner war an einer Reihe neuer Organisationen beteiligt. Auch war er ein Pionier der neuen politischen Presse.
Das erste Thema, in dem sich Berner engagierte, war der Sprachenstreit. 1868 wurde er in „Det Norske Samlaget“ (Die Norwegische Gesellschaft) aufgenommen. Das war eine Organisation, deren Mitglieder sich mit der Sprache befassten, und gleichzeitig ein Verlag für Autoren, die in Landsmål schrieben. Er war neun Jahre lang Vorsitzender der Gesellschaft. Kühn war auch die Gründung von Dagbladet 1868 zusammen mit Anthon Bang. Bis 1879 war er Redakteur des Blattes. Er verfolgte einen nationalliberalen Kurs in Opposition zum herrschenden Beamtenstaat und stand den linken Bewegungen nahe. Sein publizistischer Hauptgegner war der Konservative Christian Friele mit seiner Zeitung Morgenbladet. Höhepunkt war seine Artikelserie „Det Stangske system“ (Das Stangsche System), die direkt gegen die Stang-Regierung und danach gegen die Selmer-Regierung gerichtet war und 1884 zur Anklage gegen die Regierung vor dem Reichsgericht und zur Verurteilung führte.
Eines seiner weiteren Themen seines politischen Einsatzes war die reine norwegische Flagge, die Trikolor. Sie wurde vor den Wahlen 1879 zu einem heißumkämpften Thema. Seine Vorschläge führten zu Tumulten und fanden im Storting keine Anhänger. Ihm wurden sogar von konservativen Gruppen die Fensterscheiben eingeworfen. Aber er hielt unbeirrt an seinen Ansichten fest. Berner war als Kandidat in Akershus zusammen mit Johan Sverdrup aufgestellt und gewann die Wahl. Er wurde sogar 1882 und 1885 wiedergewählt. 1880/1881 war er auch dabei, als die „Folkevæpningssamlaga“ (Der Volksbewaffnungsverein) gegründet wurde, ein Schützenverein, der der linken Bewegung nahestand. 1883/1884 nahm er an den Vorarbeiten für „Norges Venstreforening“ (Verband der norwegischen Linken) teil, wo er Nachrückkandidat im Landesvorstand wurde. 1884 nahm er auch ein Herzensanliegen in Angriff: Zusammen mit Gina Krog gründete er die „Norsk Kvindesagsforening“ (Norwegische Frauenvereinigung) und war deren erster Leiter. Außerdem war er 1889 Mitgründer von „Norsk Ligbrændingsforening“ (Norwegischer Feuerbestattungsverein), deren Vorsitzender er 20 Jahre war. Gleichzeitig war er Mitgründer der Lebensversicherungsgesellschaft und Pensionskasse „Glitne“. Er setzte sich auch für die Einführung der Jury im Strafprozess ein und war Mitglied der Kommission zur Ausarbeitung einer neuen Strafprozessordnung.
Während der ersten Zeit im Storting hatte er bei der Linken großes Ansehen und war Vorsitzender des Haushaltsausschusses und war auch Mitglied der Arbeitsgruppe, die die Anklage gegen die Regierung Selmer vor dem Reichsgericht 1883/1884 vorbereitete. Aber er hatte Schwierigkeiten, sich anderer Führung unterzuordnen oder sich in feste Gruppierungen einzufügen. So fiel er bei der innerparteilichen Opposition gegen Johan Sverdrup in Ungnade und hielt sich für aus der „Reinen Venstre“ ausgestoßen. 1888 verließ er das Storting und nahm danach an der öffentlichen Diskussion mit Artikeln und kleinen Schriften über politische und wirtschaftliche Fragen teil. Auf einigen Gebieten lancierte er Vorlagen für radikale Reformen, zum Beispiel 1889 für ein Verhältniswahlrecht zum Storting oder 1898 für die Einfügung des Volksentscheids in die Verfassung oder 1907 für die Besteuerung des Wertzuwachses von Grund und Boden.
Von 1871 bis 1898 war Berner Staatsrevisor, 1884 bis 1899 Direktor der Hypothekenbank, 1898 bis 1912 war er Bürgermeister von Kristiania, dem heutigen Oslo. Er saß 1884 in der Kommission zur Ausarbeitung eines Bankgesetzes, 1889 im Komitee für das Branntwein-Monopol, vertrat Norwegen 1891 auf dem Internationalen Alkoholkongress in Den Haag, und 1892 auf der Münzkonferenz in Brüssel, und war 1896 Mitglied der parlamentarischen Arbeiterkommission und 1910 der Kommission, die ein Gesetz zur Wertzuwachssteuer erarbeiten sollte.